# The Rum Diary
The Rum Diary (Diário a Rum (título em Portugal) ou Rum: Diário de um Jornalista Bêbado (título no Brasil)) é um romance do escritor americano Hunter S. Thompson, escrito no início da década de 1960, porém publicado apenas em 1998. 
A história do livro fala sobre um jornalista chamado Paul Kemp que, na década de 1950, se muda de Nova Iorque para trabalhar num jornal fictício, The Daily News, em San Juan, capital de Porto Rico. É o segundo romance de Thompson, depois de Prince Jellyfish, ainda inédito.